# Ammar Layati
Ammar Layati est un footballeur algérien né le 19 août 1984 à Maghnia dans la banlieue de Tlemcen. Il évoluait au poste de défenseur.

## Biographie
Il joue en Division 1 avec de nombreux clubs : l'ASO Chlef, l'ASM Oran, le WA Tlemcen, l'USM Alger, l'USM El Harrach, et enfin le MC Oran.

## Palmarès
- Finaliste de la coupe d'Algérie en 2008 avec le WA Tlemcen.
- Finaliste de la coupe d'Algérie en 2011 avec l'USM El Harrach.